# Robert Etinger
Robert Čester Vilson Etinger (4. decembar 1918 – 23. jul 2011) bio je američki akademik, poznat kao „otac krionike“ zbog uticaja njegove knjige iz 1962. godine Perspektiva besmrtnosti.
Etinger je osnovao Institut za krioniku i povezano Društvo besmrtnika i do 2003. godine bio predsednik grupe. Njegovo telo je kriokonzervirano, kao i tela njegove prve i druge žene i njegove majke.

## Knjige
- The Prospect of Immortality (1962, 1964 & kasnija izdanja)[2]
- Man into Superman (1972 & kasnija izdanja)[3]
- Youniverse (novo izdanje, 2009)[11]

## Spoljašnje veze
- The Penultimate Trump на пројекту Гутенберг